# إيرنست أوبك
إيرنست جولياس أوبك أو (بالإنجليزية:Ernst Julius Öpik) ولد في 22 أكتوبر 1893 وتوفي في 10 سبتمبر 1985, كان عالم فلك إستوني، وعالم فيزياء فلكية، أمضى النصف الثاني من تاريخه المهني بأكمله في مرصد أرما. إيرلندا الشمالية.

## التعليم
ولد في كوندا، مقاطعة غرب فارو، حكومة إستونيا، الإمبراطورية الروسية. ذهب للدراسة في جامعة موسكو حيث أراد التخصص في دراسة الأجرام الصغيرة كالكويكبات والمذنبات والنيازك. حصل على درجة الدكتوراة من جامعة تارتو.

## عمله الفلكي
في 1916 قام إيرنست بنشر مقالة في «دورية فيزياء الفلك»، قام فيها بتقدير كثافة نجوم ثنائية، واستخدم في بحثه نجم القيض، وهو قزم أبيض، حيث قدر كثافته بنحو 25 الف مرة كثافة الشمس، لكنه توصل إلى أن النتيجة مستحيلة.
في 1922 قام بنشر ورقة علمية قدر فيها مسافة المرأة المسلسلة، حيث اعتمد على طريقة جديدة مبنية على رصد «انحراف المدار المجرّي»، حيث يعتمد على مجموع الكتلة التي تدور حولها النجوم، وكذلك بافتراض أن الإضاءة لكل وحدة كُتلية هي نفس تلك الموجودة في درب التبانة. بعد كل هذا قدر أن المسافة تبلغ 450 الف فرسخ فلكي (الفرسخ الفلكي الواحد يعادل 3.26 سنة ضوئية)، في حين قدر إدوين هابل أن مسافة المرأة المسلسلة هي 275 الف فرسخ، المسافة التي تقدر بها تلك المجرة في أيامنا هذه هي 778 الف فرسخ، لذا فقد كان إيرنست أقرب من هابل في دقة النتيجة.
في 1922 قام بعمل توقع (ظهرت صحته فيما بعد) يحدد فيه مدى تكرار وجود الفوهات على سطح المريخ، وقام أيضاً بوضع نظرية لأصل المذنبات في المجموعة الشمسية، حيث قال بأنه يعتقد أنها تأتي من سحابة تدور حول الشمس ومكانها خلف مدار بلوتو بكثير، هذه السحابة تُعرف اليوم باسم سحابة أورط، أو سحابة أورط-أوبك تكريماً له.

## اللجوء
هرب أوبك من بلده في عام 1944 عندما كان الجيش الأحمر في طريقه لاجتياح المنطقة، حيث ذهب لاجئاً في ألمانيا، قام أيرنست بالعمل كعميد لجامعة باتليك، وهي جامعة افتتحت خصيصاً لتعليم اللاجئين الإستونيين، في عام 1948 عرضت عليه وظيفة في أرما فذهب إلى هناك وبقي فيها متجاهلاً كل العروض الوظيفية المغرية التي كانت تأتيه من الولايات المتحدة، لكنه منذ بداية الستينات حتى منتصف السبعينات كان قد حظي بمنصب في جامعة ميريلاند، حيث كان يزورها لفصل دراسي واحد فقط، وفي تلك الفترة كانت الرحلات الجوية قد أصبحت أكثر اعتمادية والناس بدأت تستخدمها بكثرة، لكن إيرنست كان يخشى الطيران لذا فقد كانت رحلاته إلى جامعة ميريلاند معقدة للغاية، وبالتالي قرر التوقف عن ذلك نهائياً.